# Европейская маркировка шин

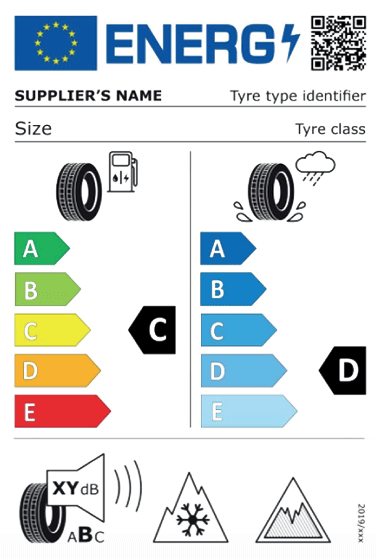
Европейская маркировка шин, образец 2021 года

C 1 ноября 2012 года маркировка шин стала обязательной в Европе согласно закону (CE) n°1222/2009. С этого момента все шины для легковых (С1), коммерческих (С2) и грузовых автомобилей (С3), продаваемые в Европейском союзе, должны иметь стандартизированную маркировку. Новые правила не распространяются на шины с восстановленным протектором, шины повышенной проходимости для профессиональных автомобилей, шины для автомобилей, зарегистрированных до 1 октября 1990 года, запасные шины типа Т или докатка, шины с индексом скорости ниже 80 км/ч, шипованные шины, шины для гоночных автомобилей, шины для установки на диски меньше или равные 25,4 см и выше или равные 63,5 см.
В 2021 году европейская система маркировки была переработана, ключевые данные остались неизменными, но добавилось еще несколько важных обозначений. Помимо того, что на этикетке по-прежнему указываются стандартные данные о расходе топлива, сцеплении на влажным покрытии и уровне шума, добавились:
- артикул,
- QR-код,
- информация о производителе, модели шины и типоразмере,
- параметры сцепления на заснеженных и ледяных трассах.

## Цели
Цели Европейской маркировки шин заложены вокруг 3 направлений. В первую очередь, её введение направлено на предоставление потребителю большей информации для правильного выбора шин. Также среди целей — снижение негативного влияния на окружающую среду. И в конце концов, улучшение безопасности на дорогах Европы.

## Критерии
Шины оцениваются по трем критериям: топливная эффективность, качество сцепления на мокрой поверхности и внешний шум качения.

### Топливная эффективность (сопротивление качению)
Топливная эффективность — первый критерий, который можно увидеть на этикетке автошины. От шины зависит приблизительно 20 % расхода топлива автомобиля. Чем выше сопротивление качению шины, тем выше расход топлива автомобиля. Этикетка указывает класс сопротивления качению шины и ранжируется от A до G. Так, шина с оценкой А (метка в самом верхнем левом углу) имеет самое низкое сопротивление качению, а оценка G указывает на наивысший уровень данного критерия. Следовательно, автошины с оценкой A позволяют автомобилю расходовать меньше топлива, чем шины с оценкой G.

### Сцепление на мокрой поверхности
Критерий характеризует длину тормозного пути на мокрой поверхности. Шины имеют оценку от A до F. К примеру, разница длины тормозного пути между шиной с оценкой A и шиной с оценкой F равна 18-ти метрам, при условии, что автомобиль движется со скоростью 80 км/ч.

### Внешний шум
Критерий указывает на уровень шума, который возникает при движении автошины, измеряется в децибелах. Шины с шумом качения до 60 дБ оцениваются как самые тихие, а шины, у которых шум качения превышает 74 дБ являются очень шумными.

## Ожидания и результаты после введения маркировки шин в Европе
До введения маркировки шин 70 % европейских потребителей нуждались в консультация при покупке. Так 8 из 10 человек выступали за введение Европейской маркировки шин.
Через год после введения Европейской маркировки шин был проведен опрос для проверки эффективности и степени значимости новой официальной регламентации. Так, опрос, проведенный среди потребителей шин Европы французской компанией Rezulteo совместно с исследовательским центром Ipsos, показал, что только 8 % респондентов имеют правильное представление о введенных трех критериях и всего лишь 36 % потребителей обращают внимание на маркировку шин при покупке.
Поведение покупателей при совершении выбора шин будет исследоваться и в дальнейшем, с целью оценки важности маркировки шин для европейского потребителя.

## Критика маркировки
Европейскую шинную маркировку критикуют из-за того, что данные этикетки могут создавать ложное представление о равенстве характеристик у разных шин. Если у сравниваемых шин одинаковый класс за сцепление с мокрой дорогой, это не значит, что при прочих равных у них одинаковый тормозной путь. Аналогично с топливной эффективностью: класс может быть одинаковым, но расход топлива (для авто с ДВС) или пробег от зарядки (для электромобилей) будут отличаться.
Недостатки маркировки обнаруживают организаторы шинных тестов.  Например, автожурнал Auto Zeitung протестировал шины одинакового класса за сцепление с мокрой дорогой и указал, что тормозной путь отличался в пределах 8,5 м. В тесте, проведенном изданием Auto motor und sport, обнаружилось: при том что протестированные шины относятся к одному классу энергоэффективности, разница в пробеге электромобиля доходит до 43 км.
Причина, почему шины одного класса показывают разные результаты, – допуски внутри классов. Например, класс энергоэффективности «B» допускает, что коэффициент сопротивления качению легковой шины находится в пределах от 6,6 до 7,7. Класс «B» за сцепление с мокрой дорогой допускает, что индекс сцепления находится в пределах от 1,40 до 1,54.

## Маркировка шин в других странах
Европейский союз не является первоначальником введения системы маркировки показателей шин. Маркировка шин имеется также в других странах.

### Япония
Японская маркировка шин незначительно отличается от европейской системы этикеток. Она основывается на двух критериях: сцепление на мокрой поверхности и сопротивление качению (топливная эффективность). Оценочная шкала сопротивления качения насчитывает 5 классов: AAA, AA, A, B и C. Шкала оценки сцепления на мокрой поверхности состоит из 4 классов: A, B, C и D.

### Южная Корея
Система маркировки шин основана на тех же двух критериях, что и в Японии (сцепление на мокрой поверхности и сопротивление качению) по шкале в 5 классов (от 1 до 5) для обоих критериев.